# Стаджи, Пьетро Чеккардо
Пьетро Чеккардо Стаджи (итал. Pietro Ceccardo Staggi, 1754 — не ранее 1814) — итальянский скульптор. Старший из трёх братьев-скульпторов из Каррары (Пьетро, Франческо, Джоаккино), приглашённых в конце 1770-х в Речь Посполитую королём Станиславом II Августом. Позднее работал в России. Стаджи — автор скульптурной композиции «История заносит на свои скрижали славу России» в тимпане южного фронтона Михайловского замка в Санкт-Петербурге. Ряд его скульптур, относимых критиками к наибольшим творческим удачам мастера, экспонируется в Санкт-Петербургском Эрмитаже.